# Scan Seven
Scan Seven var ett dansband från Vemdalen i Härjedalen. Bandet bildades 1968 och turnerade i både Sverige och Norge. 1970 ändrades namnet till Nick Borgen med Scandinavians.

## Medlemmar i urval
- Nick Borgen – sång, gitarr
- Östen Fladvad – gitarr
- Johnny Wetterstrand – orgel
- Hasse Wetterstrand – bas
- Sven-Erik Eklund – trummor

## Diskografi

### Singlar
- Midnattsolen/Barn utav vår tid [1][2]